# Chiesa di San Giovanni Battista dell'Ospedale
La chiesa di San Giovanni Battista dell'Ospedale era un edificio di culto di Bergamo. La chiesa si trovava in prossimità della caserma Montelungo, e durante le ricerche archeologiche di recupero sono state eseguite anche ricerche relative alla chiesa di San Giovanni.

## Storia
Molte sono le chiese di Bergamo che furono soppresse, distrutte o che hanno cambiano destinazione d'uso sia a causa della costruzione delle mura veneziane che per ordine della Repubblica Cisalpina durante le soppressioni napoleoniche.  Il dipinto realizzato da Alvise Cima del seicento ha permesso un recupero delle antiche informazioni che sarebbero andate perdute. Tra queste vi è la chiesa intitolata a san Giovanni Battista.
Un edificio di culto intitolato a san Giovanni Battista risulta citato già nel XI secolo in un atto del 1036. La tradizione, non documentata, vorrebbe la chiesa fondata da Carlo Magno nel IX secolo. Della chiesa posta su quella che è via San Giovanni, è rinvenuta la pianta originaria compreso il sagrato che era anticamente posto su via Sant'Antonio, diventata poi via Pignolo, durante i lavori di ampliamento dell'assetto stradale.
Nel 1596 risulta che la chiesa fosse gestita dai cavalieri di Rodi dell'ordine dei cavalieri di Malta, che gestivano anche l'ospedale annesso, da qui il nome. Questo fu poi unito a quello maggiore di San Marco. La chiesa risulta che fosse molto ammalorata nel 1720. Durante le ricerche dell'ingegnere Elia Fornoni, presso la caserma militare, sono rinvenuti assetti stradali differenti.
L'edificio, che dava il nome alla vicinia, fu demolito nel 1870 quando risultava essere sussidiario della chiesa di Sant'Alessandro della Croce

## Descrizione
Nulla rimane dell'antico edificio, ma la documentazione ne permette una ricostruzione che indica che la chiesa aveva il classico orientamento con abside a est, rivolta verso quella che è via Pignolo, ed era preceduta da un sagrato che aveva anche funzione cimiteriale, ma la presenza di una folta vegetazione era anche luogo di passeggio per gli abitanti la vicinia. Le ricerche portano a considerare che la chiesa era posta esattamente sul luogo dove fu poi presente un piccolo parcheggio e successivamente edificato un'abitazione privata, proprio durante i lavori per la nuova costruzioni furono rinvenuti resti murali e umani.
L'interno era a unica navata terminante con coro absidato. Dal dipinto di Alvise Cima si evidenzia che la chiesa era posta vicino alla chiesa dell'Annunciazione inserita nella casa delle orfane e della chiesa di Santa Maria Maddalena.